# June Brown
June Muriel Brown (Needham Market, 16 febbraio 1927 – 3 aprile 2022) è stata un'attrice britannica.
È nota per aver interpretato il personaggio di Dot Cotton nella serie televisiva EastEnders.

## Filmografia parziale

### Cinema
- Domenica, maledetta domenica (Sunday Bloody Sunday), regia di John Schlesinger (1971)
- Il sanguinario (Sitting Target), regia di Douglas Hickox (1972)
- Psychomania, regia di Don Sharp (1973)
- I 14 della Bond Street (The 14), regia di David Hemmings (1973)
- Assassinio su commissione (Murder by Decree), regia di Bob Clark (1979)
- Nijinsky, regia di Herbert Ross (1980)
- L'ultimo sole d'estate (Misunderstood), regia di Jerry Schatzberg (1984)
- I re del mambo (The Mambo Kings), regia di Arne Glimcher (1992)
- Mr. Bean - L'ultima catastrofe (Bean), regia di Mel Smith (1997)

### Televisione
- Coronation Street - serie TV; 3 episodi (1970-1971)
- La duchessa di Duke Street (The Duchess of Duke Street) - serie TV; 6 episodi (1976-1977)
- Margery and Gladys - film TV (2003)
- EastEnders - serie TV; 2322 episodi (1985-1993, 1997-2020)

## Premi
- British Soap Awards
  - 2002: "Best On-Screen Partnership" – condiviso con John Bardon
  - 2005: "Best On-Screen Partnership" – condiviso con John Bardon; "Lifetime Achievement Award"
- Inside Soap Awards
  - 2001: "Best Actress", "Best Storyline – Dot's Schizophrenia Plot"
  - 2005: "Best Actress", "Best Couple" – condiviso con John Bardon
- TV Quick and TV Choice Awards
  - 2000: "Best Actress"